# Deljo-Gletscher
Der Deljo-Gletscher (bulgarisch Дельов ледник Deljow lednik) ist ein 8 km langer und 2,7 km breiter Gletscher im westantarktischen Ellsworthland. Im nordzentralen Teil der Sentinel Range im Ellsworthgebirge fließt er nordwestlich des Rumjana- und südlich des Burdenis-Gletschers von den Nordhängen des Mount Giovinetto und den Osthängen des Mount Viets in nordöstlicher Richtung gemeinsam mit dem Burdenis- und dem Gerila-Gletscher zum oberen Abschnitt des Ellen-Gletschers, den er nördlich des Bruguière Peak erreicht.
US-amerikanische Wissenschaftler kartierten ihn 1961 und 1988. Die bulgarische Kommission für Antarktische Geographische Namen benannte ihn 2014 nach dem Rebellenführer Deljo Wojwoda Ende des 17. und zu Beginn des 18. Jahrhunderts.